# Cauverville-en-Roumois
Cauverville-en-Roumois es una localidad y comuna francesa situada en la región de Alta Normandía, departamento de Eure, en el distrito de Bernay y cantón de Routot.

## Demografía
| 98 | 101 | 107 | 119 | 132 | 171 |
| Para los censos de 1962 a 1999 la población legal corresponde a la población sin duplicidades (Fuente: INSEE [Consultar]) |     |     |     |     |     |